# 林繼衡
林繼衡（1555年—？），字惟中，號對江，福建福州府長樂縣人，明朝政治人物。

## 生平
萬曆十三年（1585年）乙酉科福建鄉試二十三名舉人，萬曆十四年（1586年）聯捷丙戌科會試二百四十七名，登三甲第五十八名進士。都察院观政，任廣東增城縣知縣。萬曆二十六年（1598年）任浙江溫州府知府。

## 家族
曾祖林宗澤；祖父林孔晟；父林子大。母凌氏。永感下。兄继贤。弟继勳（生员）、继高、继忠（生员）、继亮（增广生）、继豪、继京。